# Worringer Platz
Der Worringer Platz, im Umfeld auch „Worri“ genannt, ist ein Verkehrsknotenpunkt in Düsseldorf-Stadtmitte.

## Lage und Beschreibung
Der verkehrsreiche Worringer Platz liegt im östlichen Bereich des Düsseldorfer Stadtteils Stadtmitte. Aus allen Richtungen laufen Straßen auf ihn zu. Die Kölner Straße, die von Nordwesten und Südosten auf ihn zuführt, und die Worringer Straße, die von Norden und Süden auf ihn trifft, werden durch ihn in Abschnitte unterteilt. Von Südwesten kommt die Karlstraße, von Westen die Klosterstraße, von Osten die Erkrather Straße.
Der Platz beschreibt die Grundform eines Dreiecks. Seine Raumkanten bildet mehrgeschossige, geschlossene Bebauung aus Wohn- und Geschäftshäusern. Durch mehrspurige Straßen an seinen Rändern abgesetzt verfügt der Stadtraum im Zentrum über eine fußläufige, dreieckige Platzfläche, die die Straßenbahnhaltestelle Worringer Platz aufnimmt und in Nord-Süd-Richtung durch Gleise der Straßenbahnlinien 704, 708 und 709 unterbrochen ist.

## Geschichte

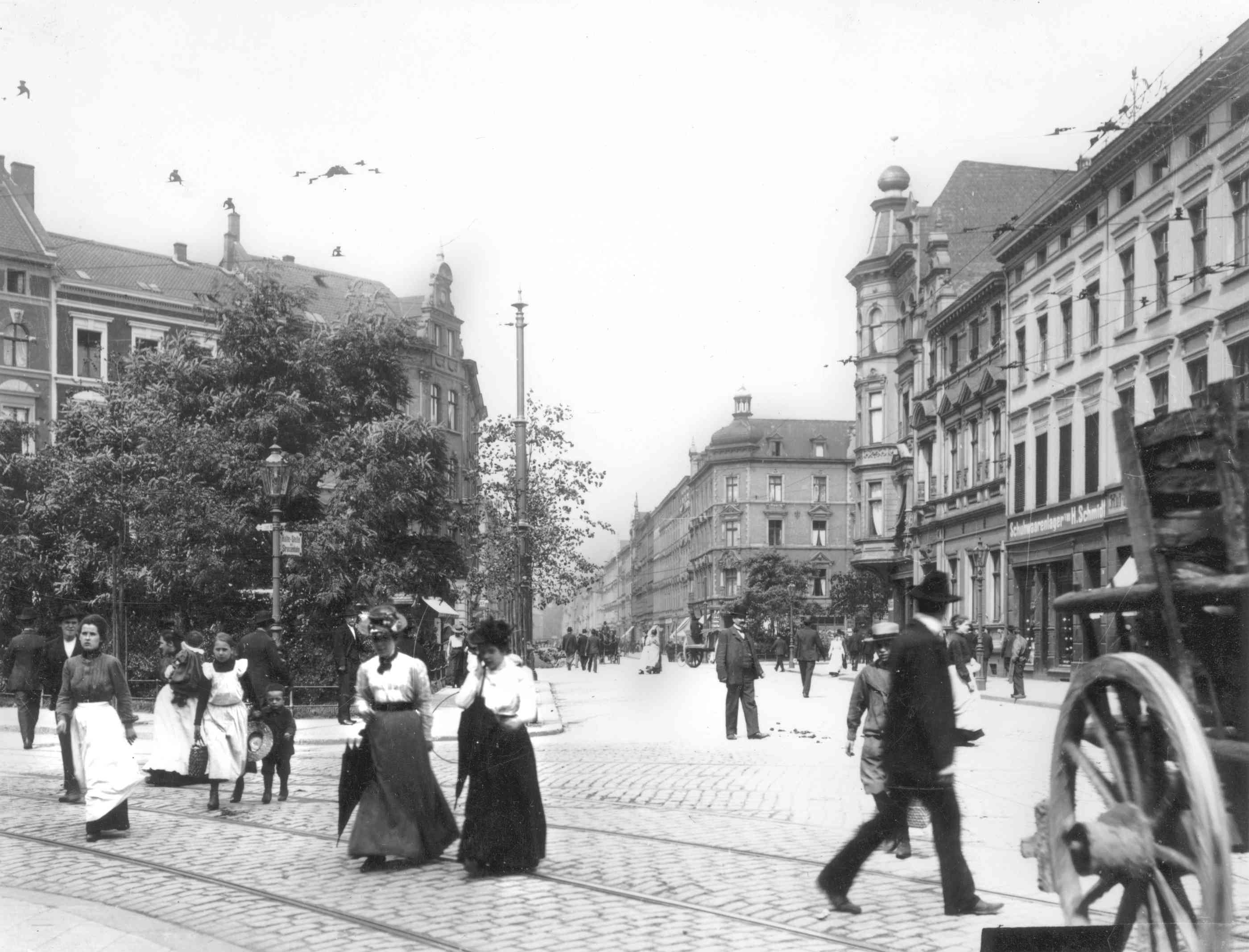
Worringer Platz um 1900, Foto von Julius Söhn

Der Platz erhielt seinen Namen am 1. März 1906. Er erinnert an die Schlacht von Worringen, in deren Folge Düsseldorf am 14. August 1288 zur Stadt erhoben wurde. Bereits 1893 war die Ringstraße, die einst über den heutigen Platz verlief, zur Erinnerung an diesen historischen Zusammenhang in Worringer Straße umbenannt worden. Diese Ringstraße hatte die Aufgabe, den Vorplatz des 1891 fertiggestellten Düsseldorfer Zentralbahnhofs, den damaligen Wilhelmplatz, mit der Kölner Straße zu verbinden und war Teil eines Systems von „Stübben-Ringen“, die der Stadtplaner Josef Stübben zusammen mit seinen Kollegen Jean Geoffroy Conrath und Franz Andreas Meyer 1884 in einem städtebaulich-verkehrlichen Gutachten vorgeschlagen hatte. Vor dem Bau von Straßen verliefen Gleise der Köln-Mindener Eisenbahn-Gesellschaft über die Flächen.
Begünstigt durch das Wachstum Düsseldorfs im Zuge der Hochindustrialisierung entwickelte sich am Worringer Platz in der Gründerzeit eine viergeschossige Wohnbebauung, die im Erdgeschoss zahlreiche Ladenlokale aufnahm, auch eine Vielzahl von Gaststätten, die besonders von Industriearbeitern aus Flingern und Oberbilk frequentiert wurden. Neben dem Oberbilker Markt war der Platz daher seit jeher ein Treffpunkt der organisierten Arbeiterbewegung. Die Zentralität erhöhte sich durch die anwachsende Verkehrsbedeutung des rund 500 Meter südlich gelegenen Düsseldorfer Zentralbahnhofs.
In den 1920er Jahren erhielt der Platz als Wahrzeichen einen expressionistisch gestalteten Pavillon mit Turm, von dessen Spitze die Figur eines Kiepenkerls hinunterschaute, eine Skulptur des Bildhauers Emil Jungblut. 1927/1928 errichtete der Kinoarchitekt Oskar Rosendahl am Worringer Platz 4 das Lichtspieltheater „Capitol“. Es existierte bis Mitte der 1970er Jahre. 1970 wurde dort das Musical Hair aufgeführt.
In der Zeit des Nationalsozialismus wurde der Platz nach Horst Wessel umbenannt. Willi Pesch, ein legendärer Torwart des Fußballvereins Fortuna Düsseldorf, verunglückte auf dem Platz bei einem Straßenbahnunfall am 14. Mai 1940 tödlich. Im Zweiten Weltkrieg wurde die historische Bebauung des Platzes durch Luftangriffe völlig zerstört.

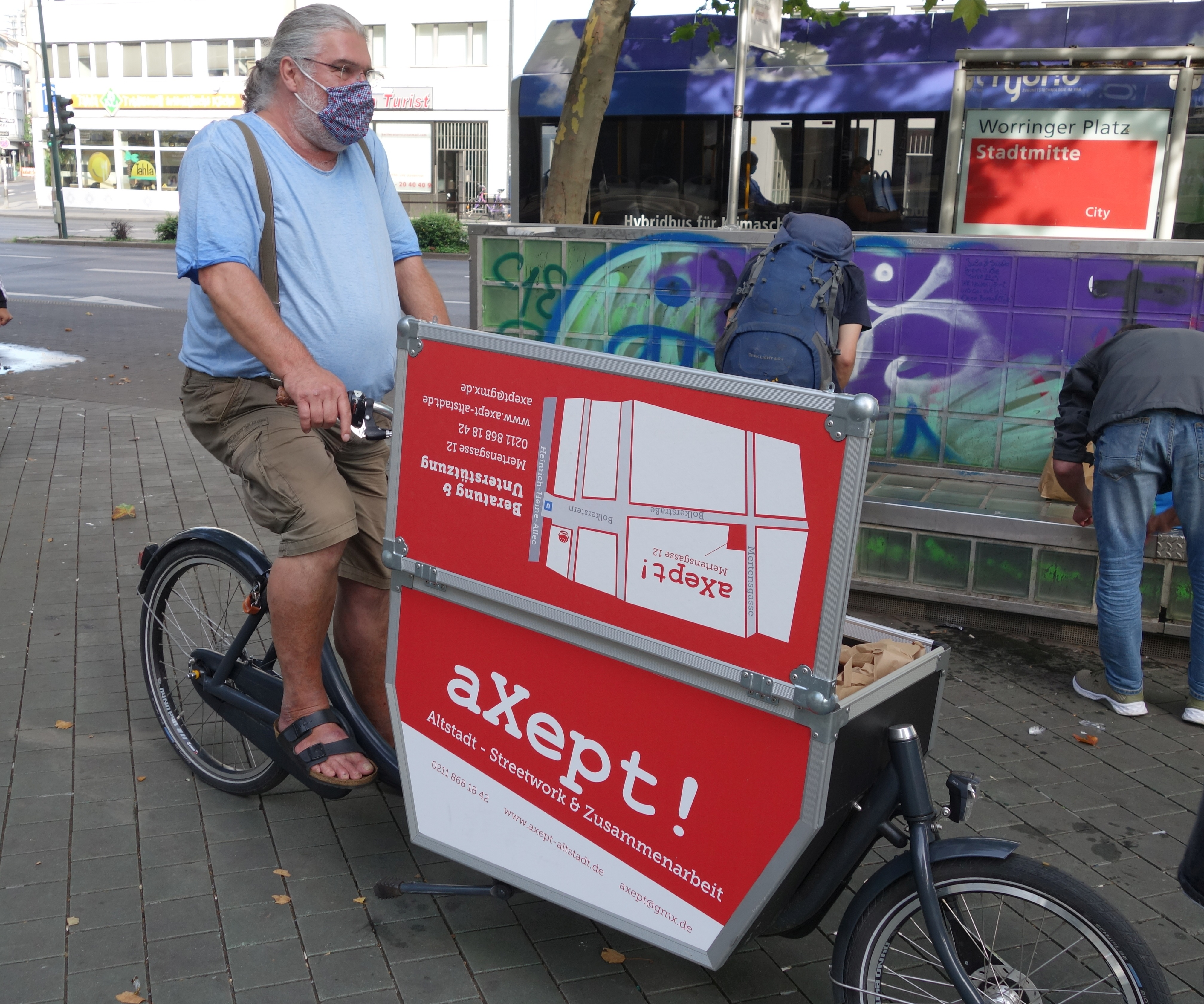
Streetworker verteilt auf dem Platz Essenspakete an Obdachlose (2020)

In der Nachkriegszeit erfolgte die Rückumbenennung des Platzes und an den alten Fluchtlinien der stark zerstörten Bebauung ein rascher Wiederaufbau. Wegen des stark ansteigenden Kraftverkehrs legte die Stadt Düsseldorf 1962 für Fußgänger eine mit Rolltreppen ausgestattete Unterführung an, die sich in der Folgezeit jedoch zu einem Angstraum entwickelte und daher 1994 geschlossen wurde. Im Umfeld des Düsseldorfer Hauptbahnhofs gelegen erwarb der Platz in den letzten Jahrzehnten ein Schmuddelimage und gilt als Hotspot der Drogenszene. Neben Spielhallen, Dönerbuden und Wettbüros siedelten sich in leerstehenden Räumen am Platz und im näheren Umfeld seit den 1990er Jahren allerdings auch kulturelle Projekte, Galerien und Künstler an, etwa der Künstlerverein WP8.
Unter Oberbürgermeister Joachim Erwin versuchten Stadtverwaltung und Rheinbahn in einer Planung des Stadtumbaus ab 2002, durch Umgestaltung des Platzes und seiner Straßenbahnhaltestelle, die 2007 abgeschlossen wurde, städtebaulichen und gestalterischen Defiziten entgegenzuwirken. Als „grüne Insel“ entstand nach Entwürfen von Annette Hartung (Lichtplanung, Köln), Jürgen LIT Fischer (Kunst: „Grüner Strahl“, Lichtinstallation, 36 m hoher Pylon) sowie Alexander Nix und Christiane Voigt (Landschaftsplanung, Planungsgruppe Contur 2, Essen) ein neuer, mit grünen Betonsteinen gepflasterter Stadtplatz mit einem integrierten grünen LED-Raster aus 170 Einzelleuchten sowie „Stadtsofas“, Bänke, gemauert aus grünlichen Glasbausteinen, die dem Platz auf insgesamt rund 100 Metern sichtbare Kanten geben und ihn von optischer und akustischer Verkehrsbelastung abschirmen sollen. Teil des Projekts war ab 2003 der Ausstellungspavillon Librarium bzw. Glashaus der Künstlergruppe A & O (Anne Mommertz und Oliver Gather), der unter dem Titel Gasthof Worringer Platz kuratiert wurde. Durch Vandalismus beschädigt, wurde 2024 im Rahmen des Projekts „Sicherheit im Bahnhofsumfeld“ sein Abriss beschlossen.
Die Diskussion um das negative Image und die Zustände auf dem Platz dauerte fort. Nachdem der Inhaber einer Pizzeria einen bauaufsichtlich genehmigten Zaun um seine Außengastronomie erstellt hatte, um sie vor Belästigung durch Suchtkranke zu schützen, ging die Landschaftsarchitektin Voigt im Jahr 2022 mit rechtlichen Schritten gegen den Zaun vor. Dies begründete sie damit, dass der Zaun gegen die Umgestaltungziele der Planung und gegen ihr Urheberrecht verstoßen würde. Die Klage der Architektin gegen den Pizzeriabetreiber wies das Oberlandesgericht im Januar 2024 in zweiter Instanz erneut ab. Der Platz habe zwar einen gewissen künstlerischen Wert und der Zaun beeinträchtigt das künstlerische Konzept stark, auch sei die Idee eines frei zugänglichen Platzes nicht mehr gegeben. Der Worringer Platz sei jedoch zweifelsfrei ein Drogentreffpunkt, ein Teil des Platzes sollte darum für Drogenabhängige nicht mehr zugängig sein. Die Stadt als Eigentümerin des Platzes habe daher mit der Baugenehmigung für den Zaun als soziale Kontrolle einen berechtigten Zweck verfolgt. Sozialarbeiter und die benachbarte Drogenhilfe fordern für die Drogenabhängigen eine Alternative zum Worringer Platz.
Im Ergebnis des seit September 2024 bearbeiteten Projekts „Sicherheit im Bahnhofsumfeld“ erklärten die Stadt Düsseldorf, die Polizei und die Bundespolizei im Februar 2025, dass der Worringer Platz nunmehr „übersichtlicher“ gemacht werden soll. So will die Stadt den leerstehenden Pavillon des Pizzeriabetreibers, der sein Geschäft vor einiger Zeit aufgegeben hat, übernehmen und abbauen. Weil die „Stadtsofas“ als Drogenverstecke genutzt werden, sollen sie ebenfalls abgebaut und durch andere Bänke ersetzt werden. Außerdem wollen Polizei und Ordnungsamt ein „Bereichsbetretungsverbot“ für Personen, die wiederholt Straftaten begangen haben, einführen. Schließlich sollen sechs neue Leuchten die Beleuchtung verbessern. Schon umgesetzt wurde eine Erhöhung der Polizeipräsenz und der Reinigungsintervalle auf drei komplette Reinigungen täglich. Für eine Instandsetzung und gegen die Beseitigung der „Stadtsofas“, die durch eingebaute Leuchtmittel „früher immer sehr hell geleuchtet“ und so kriminalpräventiv gewirkt hätten, sprach sich die Architektin Christiane Voigt in einem offenen Brief an Oberbürgermeister Stephan Keller aus.
Ende Mai 2025 hieß es in der Tagespresse, das es am Worringer Platz ruhiger geworden wäre: „Wo lange ein langsam verfallendes Glashaus verwahrloste und verzweifelnde Gestalten und kaputte Glasbänke mit Spritzen darunter das Bild bestimmten, ist jetzt vor allem Platz. Große Bäume spenden Schatten, ab und an rauscht eine Bahn vorbei. Die Szene der Suchtkranken ist weitergezogen, Richtung Erkrather Straße und Hauptbahnhof“. Die Stadt will versuchen, aus dem „Angstraum ein Kulturquartier zu machen“. Eine Mitarbeiterin des FFT Düsseldorf (Forum Freies Theater) merkte dazu an: „Das ist ein Viertel, das rau bleiben wird“.

## Galerie

Ladenlokale
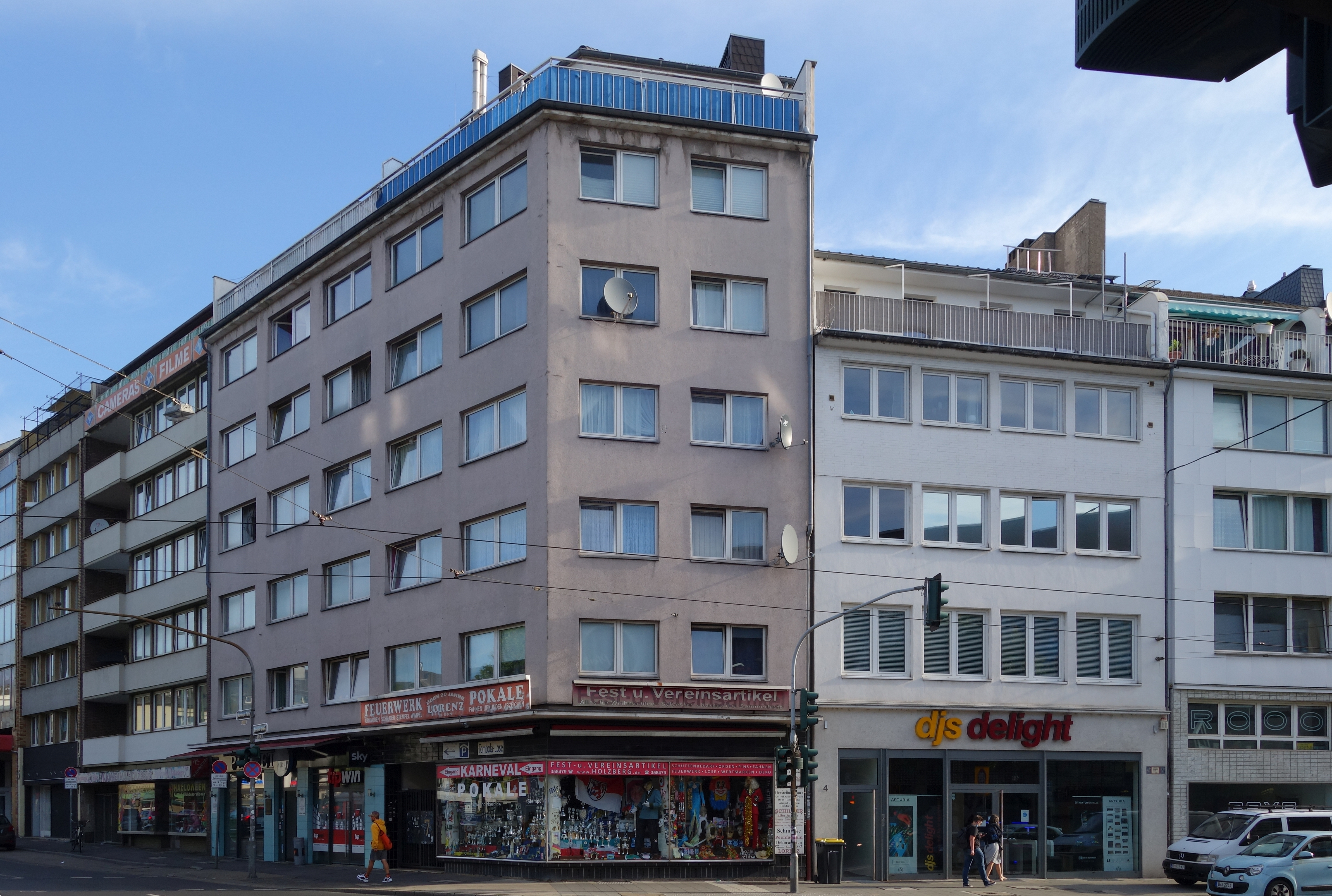
Alteingesessenes Geschäft für Festartikel, Orden etc., seit 2022 Kfz‑Gutachterzentrale
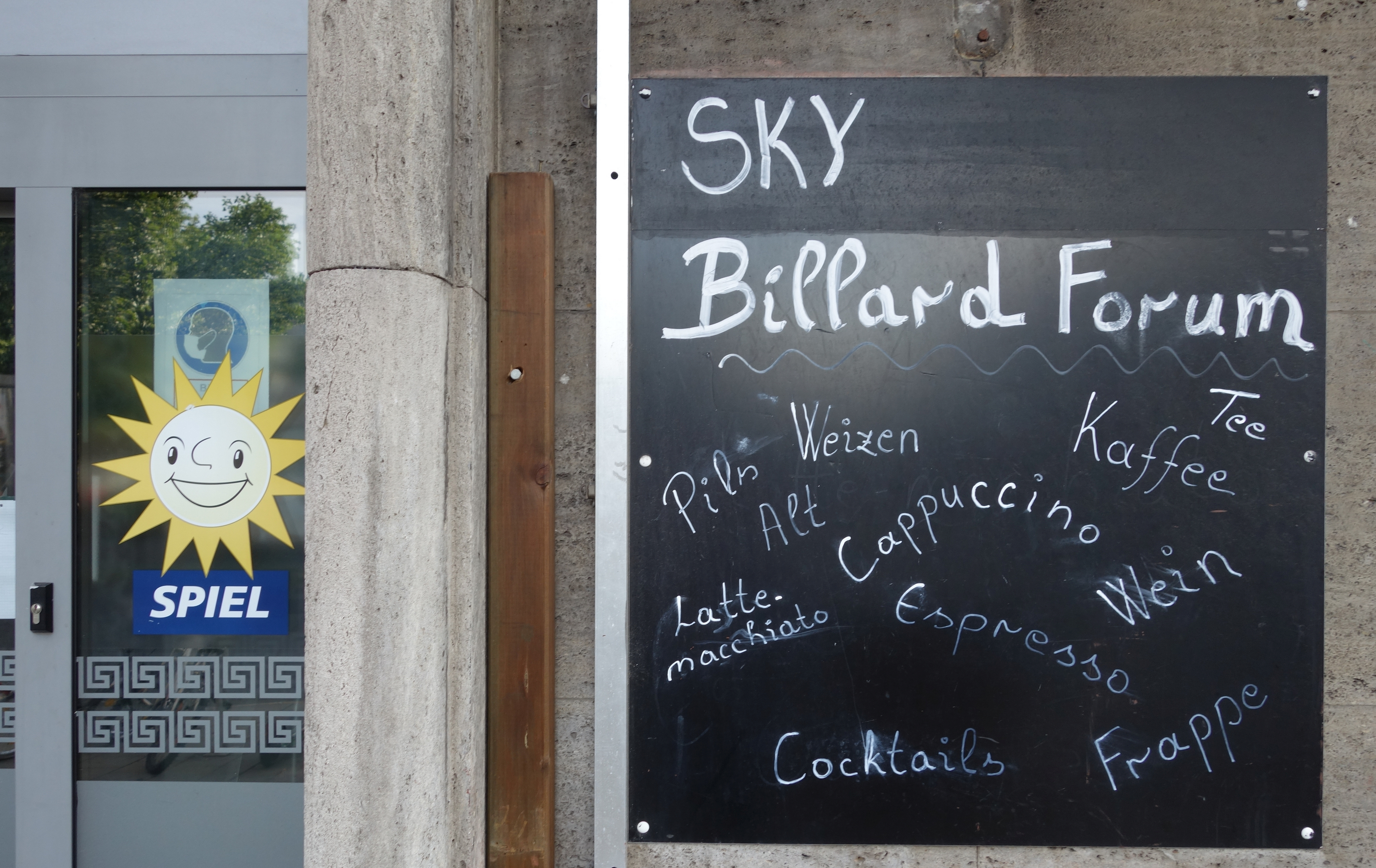
Spielhalle
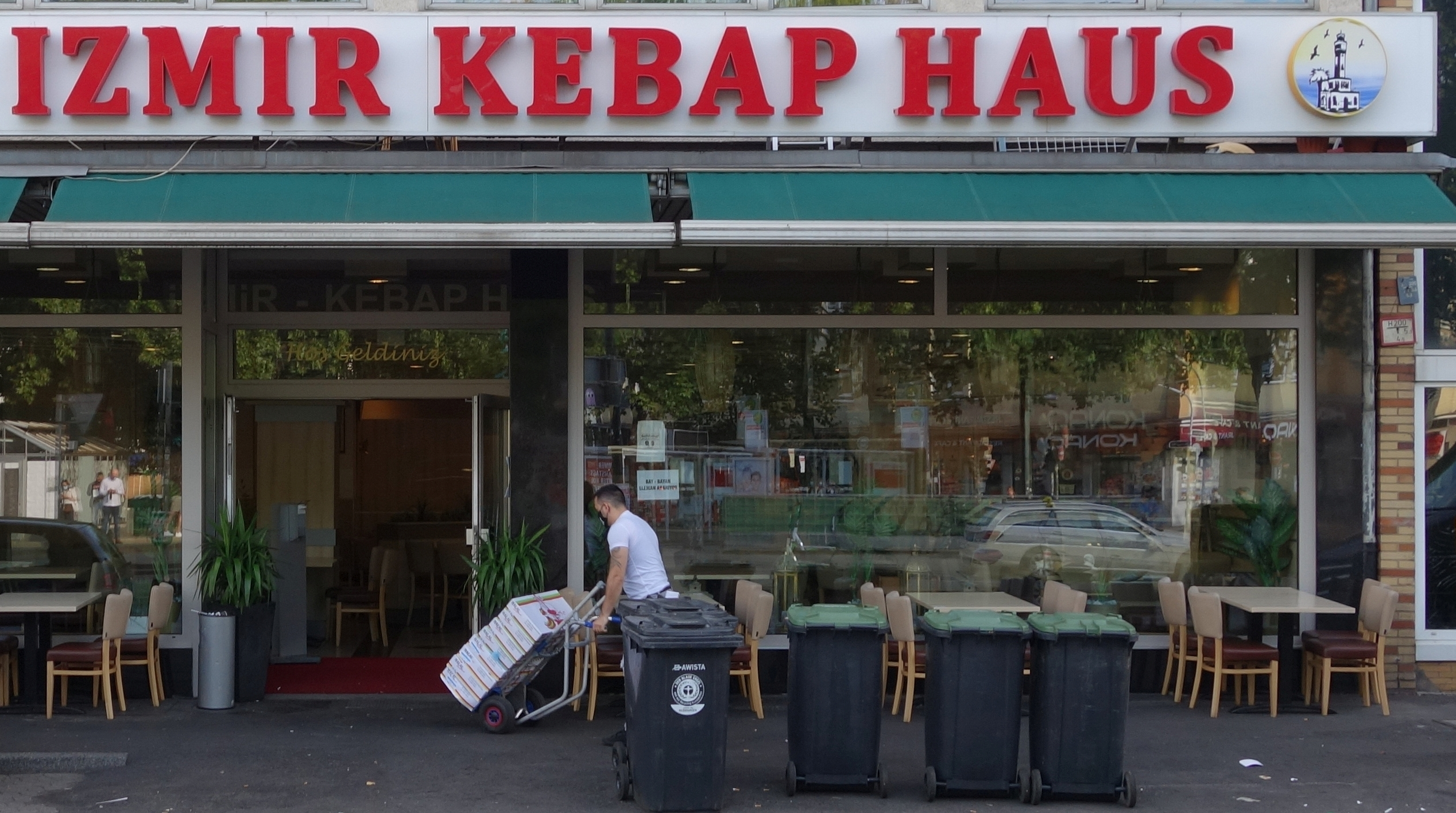
Kebab-Restaurant
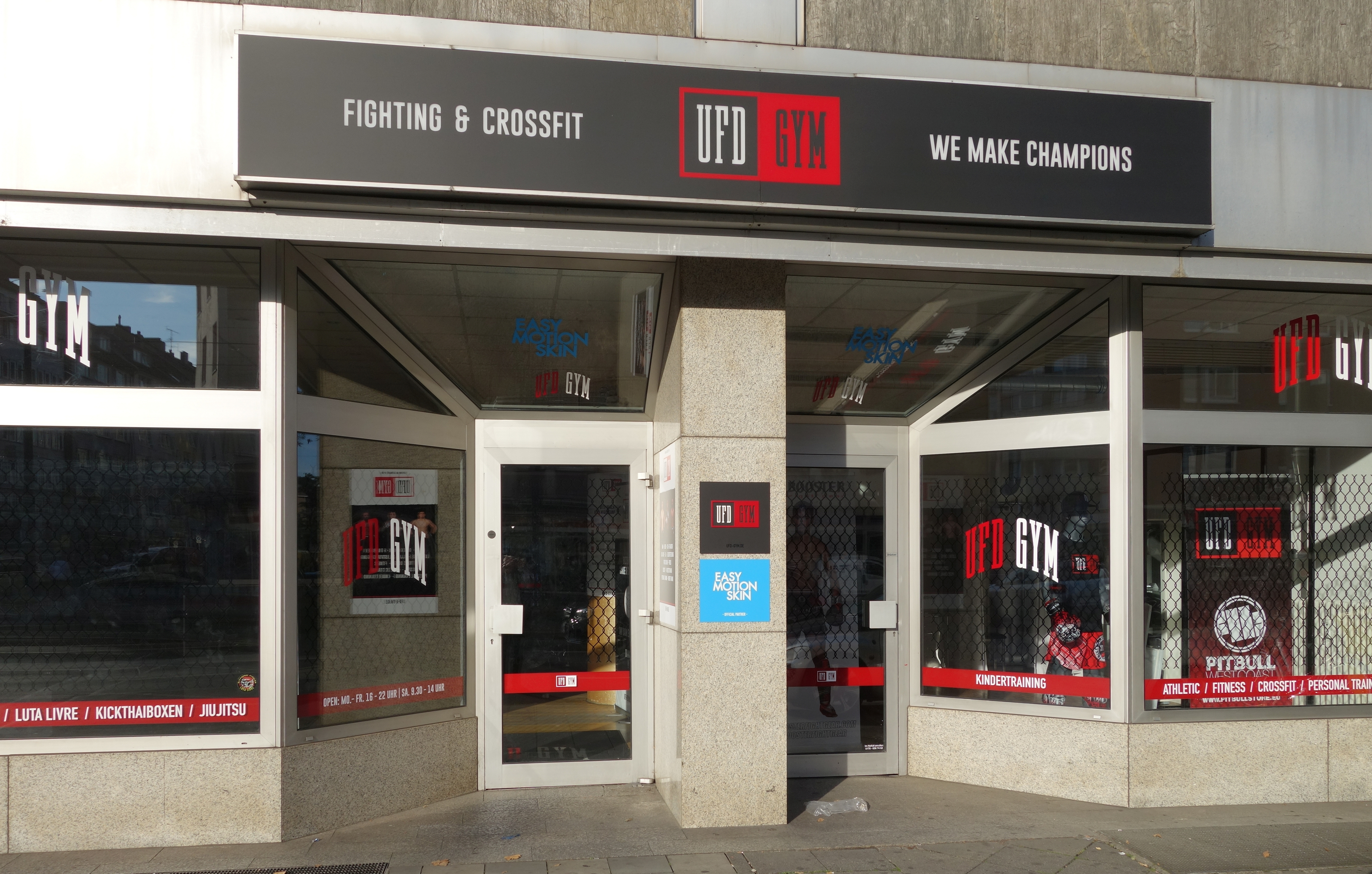
Kampfsport-Fitness-Lokal

Kunst und Straßenkunst
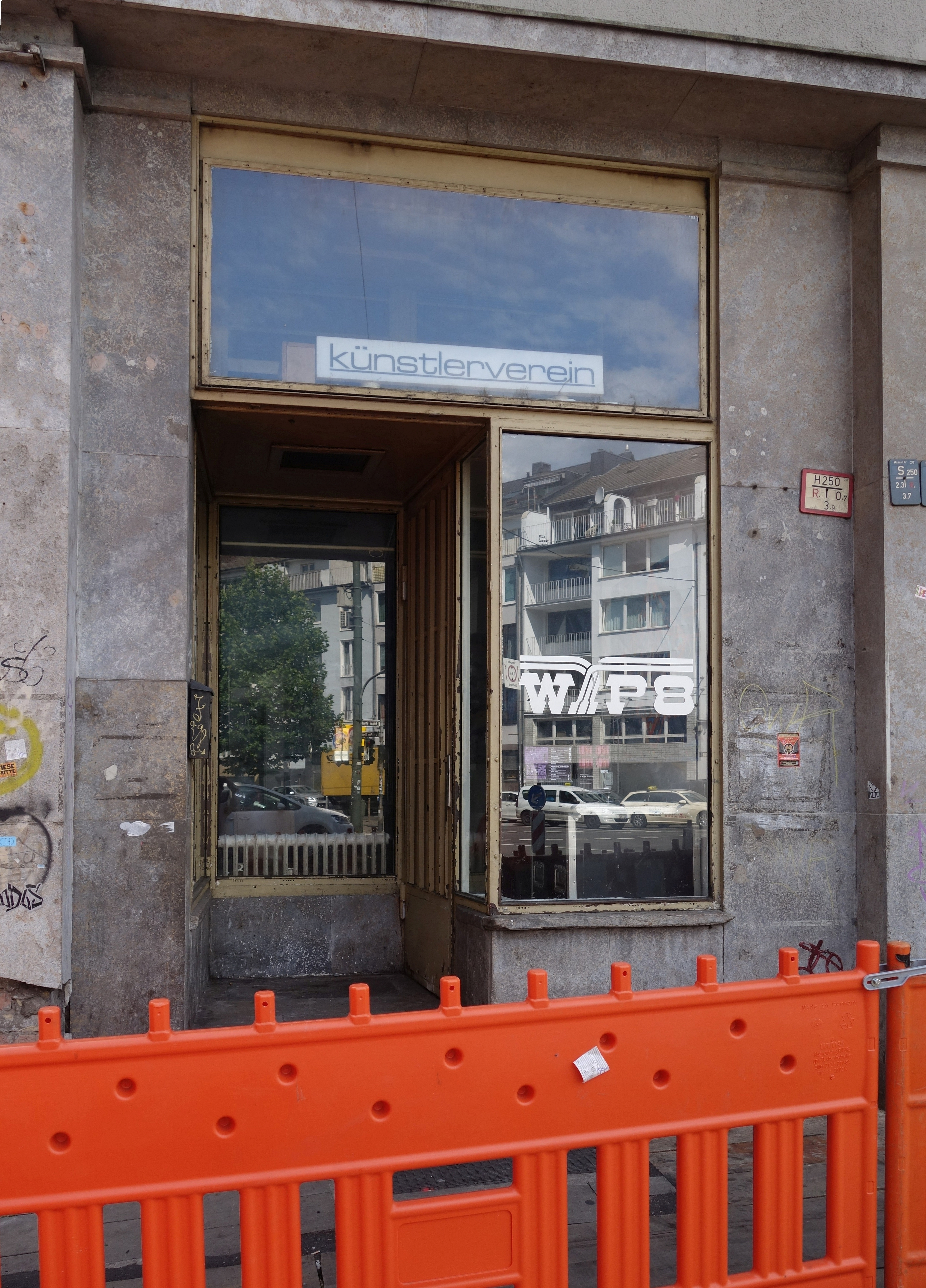
Künstlerverein WP8
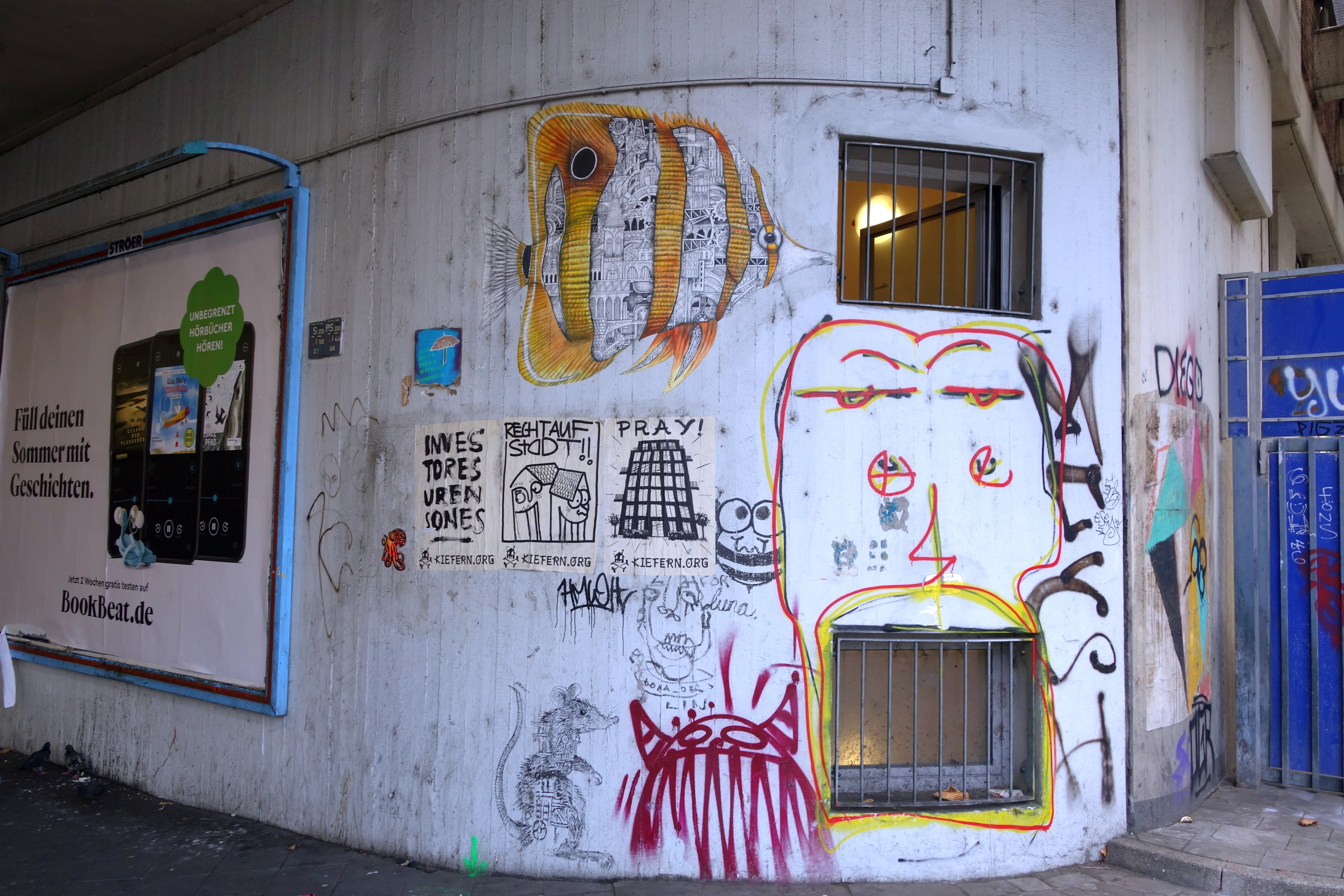
Graffiti
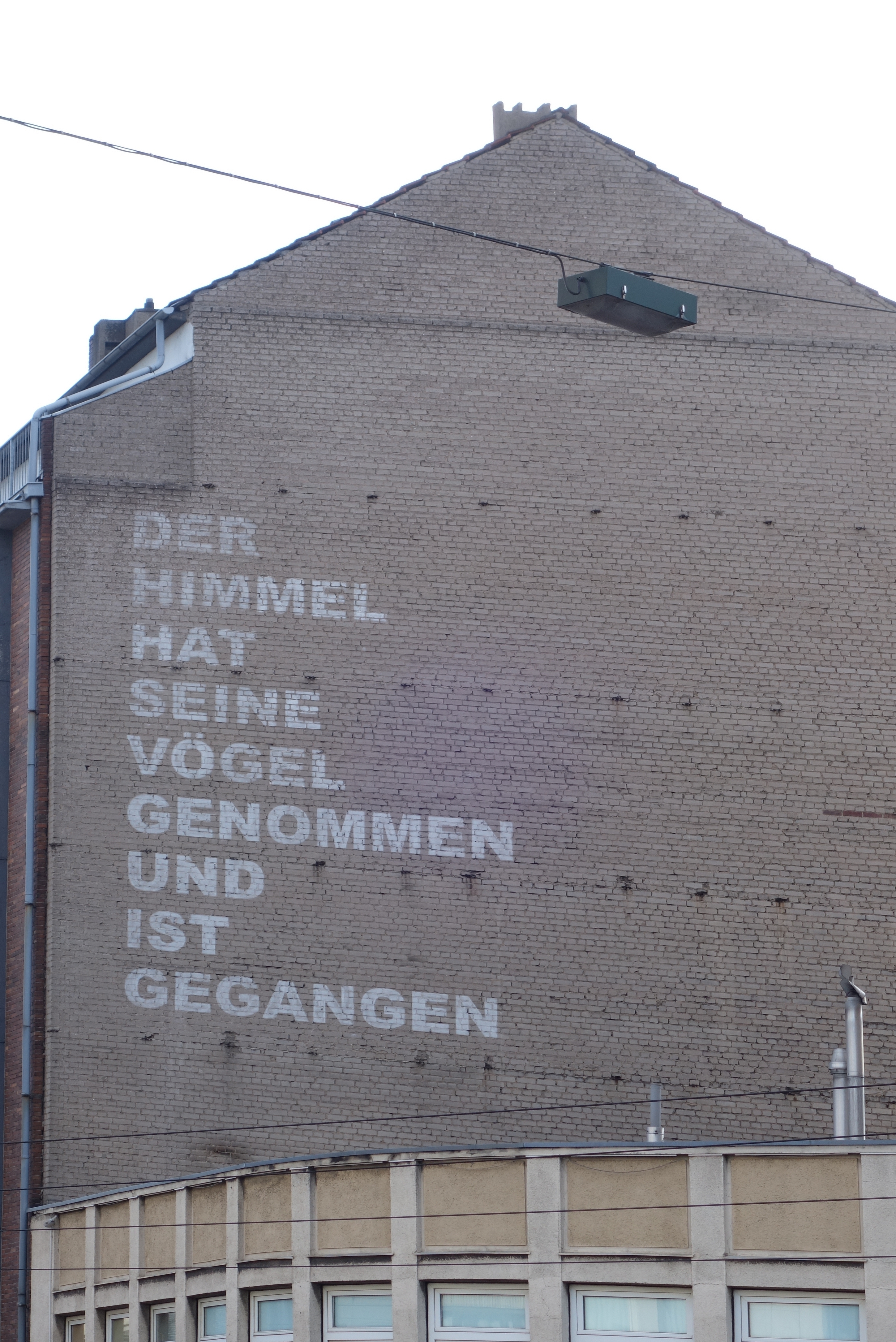
Gitti Gök (Der Himmel ist gegangen), Brandwand-Beschriftung am Haus Ackerstraße 3 von Ulrike Möschel (2015)
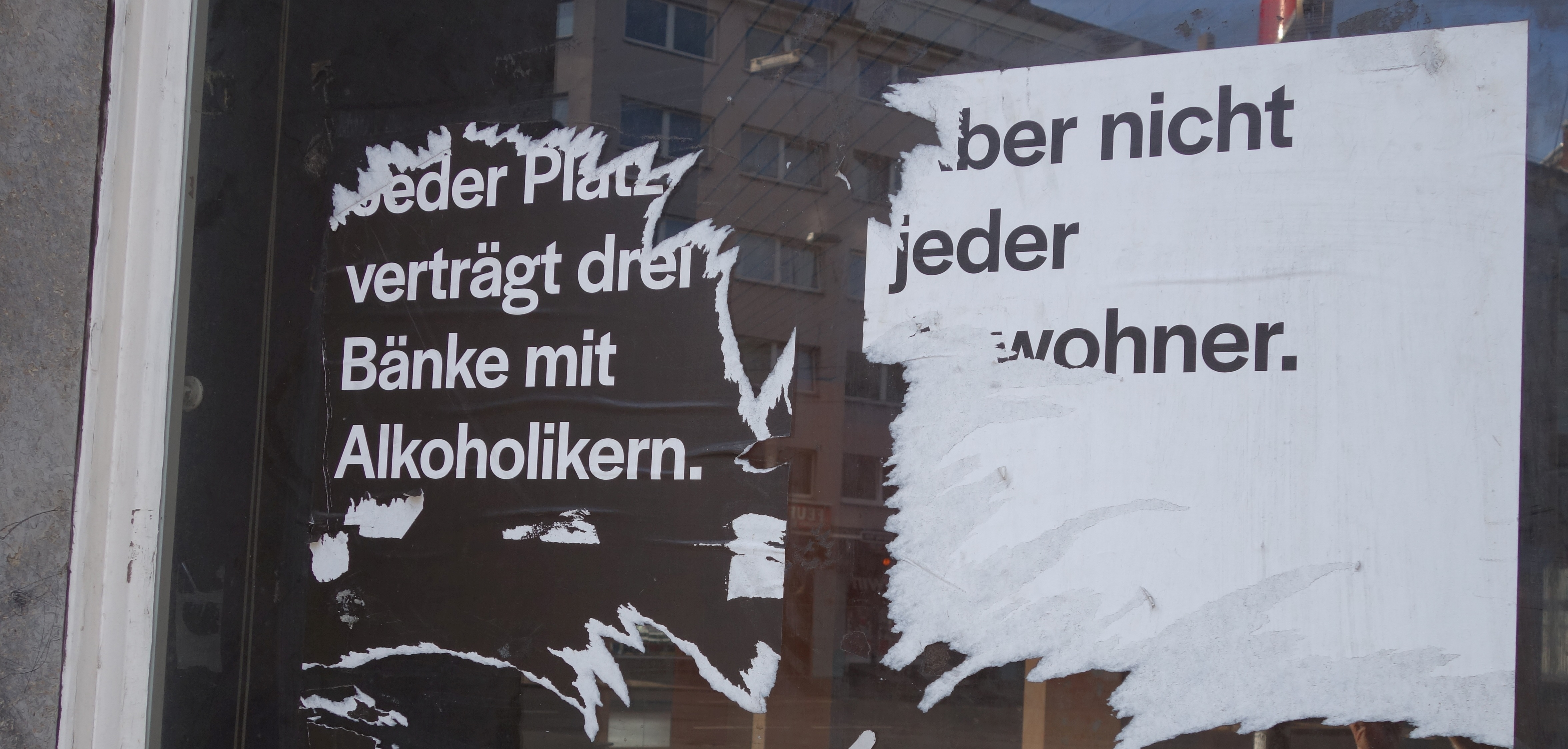
„Jeder Platz verträgt drei Bänke mit Alkoholikern. – Aber nicht jeder Anwohner.“
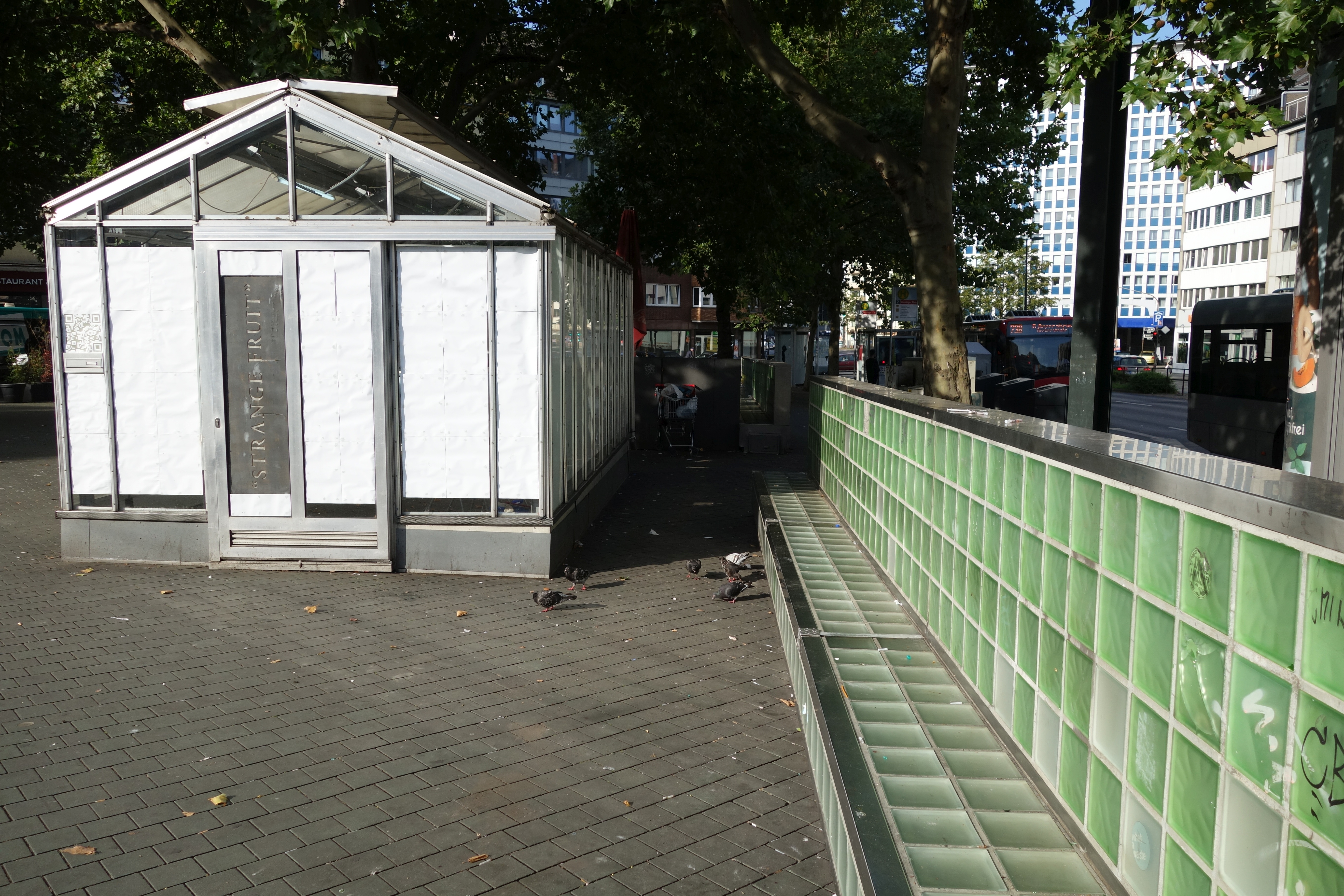
Ehemaliges Glashaus und „Stadtsofa“ (2020)